# Porthgwidden
Porthgwidden (en cornique : Porth Gwydn, signifiant « crique blanche ») est un petit hameau des Cornouailles, en Angleterre. Il est situé dans la paroisse civile de Feock sur la rive des Carrick Roads.